# Si ça saigne
Si ça saigne (titre original : If It Bleeds) est un recueil de quatre romans courts totalement inédits de Stephen King. Il est paru le 21 avril 2020 aux États-Unis puis en français le 10 février 2021.

## Contenu
- Le Téléphone de M. Harrigan, 2021 ((en) Mr. Harrigan's Phone, 2020)
- La Vie de Chuck, 2021 ((en) The Life of Chuck, 2020)
- Si ça saigne, 2021 ((en) If It Bleeds, 2020)
- Rat, 2021 ((en) Rat, 2020)

## Résumés

### Le Téléphone de M. Harrigan
Craig, un jeune garçon de neuf ans, fait la rencontre d'un riche financier à la retraite, John Harrigan, venu se mettre à l'écart du brouhaha des grandes villes et habiter dans une petite bourgade. Après un dimanche religieux à l'église, John Harrigan approche Craig et son père, car, ayant apprécié la lecture réalisée par l'enfant, il souhaite lui proposer un petit travail : lui faire un peu de lecture et quelques tâches domestiques dans et autour de sa maison. De là, une amitié va naître entre les deux, qui va changer la vie du jeune garçon...

### La Vie de Chuck
Le monde est en train de sombrer depuis plusieurs mois. Alors que les catastrophes naturelles s'enchaînent, un professeur d'école rentre chez lui et remarque, sans y prêter guère attention, un panneau publicitaire remerciant Chuck pour ses trente-neuf années de travail…

### Si ça saigne
Holly Gibney gère l'agence de détectives privés Finders Keepers, avec Jerome Robinson, une jeune étudiant, et Pete Huntley, un policier à la retraite. Au cours d'une journée des plus banales, Holly prend sa pause quotidienne devant son émission télévisée préférée, lorsqu'un flash d'information annonce une explosion dans un collège faisant plusieurs dizaines de morts et de blessés. Mais, alors que les journées passent, Holly n'arrive pas à s'enlever de la tête les images de la vidéo diffusée moins d'une heure après l'explosion, ni à savoir pourquoi quelque chose la dérange concernant le journaliste qui faisait partie des premières personnes sur place…

### Rat
Drew Larson est un professeur qui a publié plusieurs nouvelles avec un certain succès, mais qui n'a jamais réussi à finir l'écriture d'un roman. Lorsqu'il a en pleine rue l'illumination d'un roman, il se met en tête de s'isoler dans le cabanon familial, en pleine forêt, pour se lancer dans son écriture. Mais parviendra-t-il à aller jusqu'au bout de ce roman ? Et si tel est le cas, à quel prix ?

## Accueil et distinctions

### Ventes
Le recueil est entré directement à la 1re place de la New York Times Best Seller list le 10 mai 2020. Il est resté quinze semaines dans ce classement, dont une passée à la première place.

### Accueil critique
Brian Truitt donne dans USA Today une critique positive de Si ça saigne, disant que « King maîtrise toujours le domaine de la peur comme nul autre, l'auteur emblématique tiendra le lecteur éveillé tard dans la nuit, absorbé par quatre nouvelles portant sur nos rêves et nos fragilités » .
Selon Publishers Weekly, « le maître de l'horreur King propose le meilleur dans les quatre nouvelles inédites de ce recueil, utilisant l'étrange et le bizarre pour disserter sur la mortalité, le prix de la créativité et les conséquences imprévisibles des attachements matériels ».
Kirkus Reviews résume ainsi cette publication : « du King vintage : un plaisir pour ses nombreux fans et un bon point de départ si vous êtes un novice ».

## Adaptations
Le 10 juillet 2020, Deadline Hollywood a annoncé que :
- Netflix a acquis les droits d'adaptation de Le Téléphone de M. Harrigan, avec comme producteurs Blumhouse Productions et Ryan Murphy ; le film Le Téléphone de M. Harrigan, réalisé par John Lee Hancock, est sorti sur Netflix en 2022.
- La société de production de Darren Aronofsky, Protozoa Pictures (en), a mis une option sur La Vie de Chuck, avec Darren Aronofsky comme producteur de son adaptation. Près de trois ans plus tard, le projet est acquis par Intrepid Pictures (en). Mike Flanagan en sera le producteur, scénariste et réalisateur. Le scénario a été achevé avant la Grève de la Writers Guild of America de 2023. Tom Hiddleston jouera Chuck et Mark Hamill jouera Albie. FilmNation Entertainment (en) s'occupera des ventes internationales[7]. Le film  Life of Chuck est sorti au cinéma en 2025[8].
- Les droits d'adaptation de Si ça saigne pourraient être acquis par HBO, de par leur droit d'utiliser le personnage de Holly Gibney qui est au centre de la série télévisée The Outsider.
- Ben Stiller a mis une option sur Rat, dans le but d'en produire et diriger une adaptation dans laquelle il jouerait également.